# Златногърбо дървесно кенгуру
Златногърбото дървесно кенгуру (Dendrolagus pulcherrimus) е вид бозайник от семейство Кенгурови (Macropodidae). Видът е критично застрашен от изчезване.

## Разпространение и местообитание
Разпространен е в Папуа Нова Гвинея.